# Crkva sv. Brcka u Kalniku
Crkva sv. Brcka u Kalniku je župna gotičko-barokna crkva u mjestu Kalnik u blizini Starog grada Veliki Kalnik.
Crkva ima elemente različitih stilskh razdoblja od 14. do 19. stoljeća. Najviše se ističu gotički elementi. Župna je crkva od 1509. godine. Obnavljana je 1757 i 1805. godine t eu još par navrata. Donatori crkve bili su plemići vlasnici Starog grada Velikog Kalnika, čak i kralj Ludovik I. Anžuvinac. Na crkvi su radili mnogi cijenjeni umjetnici. Ističu se freske iz 14. stoljeća na sjevernom zidu i vrlo kvalitetne kasnogotičke freske iz 16. stoljeća iza i iznad glavnog oltara. Na freskama je prikazana i smrt Sv. Petra iz Verone. Specifičan detalj je prikaz Presvetog Trojstva na fresci kao jedna glava s tri lica. Na freskama su i plemić Alapić te vojskovođa u borbi s Turcima kod Siska, Toma Bakač Erdödy.
Crkva je izrazito arhitektonski vrijedna s gotičkim zvonikom i rebrastim svodom, zaglavnim kamenima i drugim arhitektonskim elementima. Zavojite stepenice u crkvi rad su istog majstora koji ih je napravio i na Starom gradu Velikom Kalniku. Vrijedan je i bočni oltar sv. Valentina iz 18. stoljeća sa spiralnim stupovima.

## Orgulje
Josip Erhatić izgradio je orgulje crkve 1912. godine. Glazbalo ima ovu dispoziciju:
| Manual C–f3 |            |    |
| 1.          | Principal  | 8′ |
| 2.          | Bourdon    | 8′ |
| 3.          | Salicional | 8′ |
| 4.          | Octav      | 4′ |
| 5.          | Dolce      | 4′ |
| 6.          | Octav      | 2′ |

| Pedal C–d1 |         |     |
| 7.         | Subbass | 16′ |

Spojevi: man-ped. 

Kolektivi: Forte. 

Trakture su pneumatske.  